# Cotylopus rubripinnis
Cotylopus rubripinnis är en fiskart som beskrevs av Keith, Hoareau och Bosc 2005. Cotylopus rubripinnis ingår i släktet Cotylopus och familjen smörbultsfiskar. Inga underarter finns listade i Catalogue of Life.